# Samantha Carter
Samantha Carter es un personaje de ficción en las series de televisión Stargate SG-1 y Stargate Atlantis. El personaje es interpretado por la actriz británico-canadiense Amanda Tapping. Carter es un personaje principal en las diez temporadas de Stargate SG-1 (1997–2007). Después de hacer algunas apariciones como invitada en Stargate Atlantis durante sus tres primeras temporadas (2004–2007), Carter se convirtió en un personaje principal de la misma en su cuarta temporada (2007–2008), e igualmente participó en las películas de 2008 de Stargate SG-1: Stargate: The Ark of Truth y Stargate: Continuum. Amanda Tapping aceptó un papel principal en la serie de ciencia ficción Sanctuary por lo que solo aparece como un personaje recurrente en la quinta y última temporada de Stargate Atlantis (2008–2009).
La Capitán Samantha Carter hace su primera aparición en el episodio "Children of the Gods", el cual es el piloto de Stargate SG-1, como una Capitán de las Fuerza Aérea de los Estados Unidos que se une al equipo SG-1 bajo el comando del coronel Jack O'Neill. Siendo promovida a Mayor en la tercera temporada de la serie, Carter queda como segunda en la línea de mando hasta su promoción a teniente coronel a principios de la octava temporada. Carter asume el mando del Equipo SG-1 en la temporada 8. Al comienzo de la novena temporada, Carter había sido promovida a un puesto de investigación en el Área 51, no obstante, sigue realizando varias misiones como parte de SG-1, ahora bajo el comando de Cameron Mitchell. Posteriormente a la derrota de los Ori en Stargate: The Ark of Truth, Carter es promovida a Coronel y es enviada como la nueva comandante de la expedición Atlantis a principios de la cuarta temporada de Stargate Atlantis.
Sobre todo, Carter es el personaje que más ha aparecido en los episodios de la saga de Stargate, aunque no es quien ha aparecido en más episodios de SG-1 (ese honor lo tiene Teal'c, debido a la ausencia de Amanda Tapping en cinco episodios por su maternidad a inicios de la novena temporada).
Trabajó como astrofísica teórica en el Pentágono antes de ser trasladada al Comando Stargate donde estudió el Stargate durante dos años antes de su activación gracias a la colaboración del doctor Daniel Jackson. Aunque no pudo participar en el primer viaje, no dudó en tomar parte en la reactivación del proyecto Stargate tras el ataque de Apophis a la base.
En el ámbito personal se ha podido ver a lo largo de las distintas temporadas una atracción entre Samantha y Jack O'Neill que no terminó cuajando en relación (además de estar prohibido por el reglamento militar). Aparte de eso, y tal como dice ella, la mayoría de las personas que se han enamorado de ella (algunos alienígenas) han terminado muertos.

## Evolución del personaje

### Stargate SG-1
Antes de los eventos de Stargate SG-1, Samantha Carter trabajó en el Pentágono durante varios años, tratando de hacer funcionar al Portal Estelar, gracias a la colaboración del Doctor Daniel Jackson. Ella tiene un Doctorado en Astrofísica teórica, se alistó en la Fuerza Aérea de los Estados Unidos, donde acumuló más de 1000 horas de vuelo pilotando un jet F-16 Fighter en la Guerra del Golfo. Ella es hija del Mayor General Jacob Carter, y tiene un hermano llamado Mark. Su madre falleció en un accidente automovilístico cuando ella era adolescente.
Aunque no pudo participar en el primer viaje, no dudó en tomar parte en la reactivación del proyecto Stargate tras el ataque de Apophis a la base. Teniendo el rango de Capitán, Samantha Carter se une al Equipo SG-1 en el episodio piloto. Ella es tomada temporalmente bajo el control del simbionte Tok'ra Jolinar en la segunda temporada. Posteriormente al fallecimiento de Jolinar, Carter retiene muchos de sus recuerdos, llevando esto a una alianza con los Tok'ra en contra de los Goa'uld. Esto también le ayuda a Carter a poder detectar la presencia de los Goa'uld y también utilizar algunos de los artefactos hechos con tecnología Goa'uld. Carter es promovida al rango de Mayor a principios de la tercera temporada. Un malentendido relacionado con una tecnología alienígena a inicios de la cuarta temporada fuerza a Carter y a su superior, el coronel Jack O'Neill, a admitir que ambos se importan "mucho más de lo que deberían hacerlo". En el episodio "Exódo" de la cuarta temporada, Carter utiliza un portal estelar para destruir una estrella marcando en el portal la dirección P3W-451, el planeta consumido por un Agujero negro (que fue originalmente descubierto en el episodio "Cuestión de Tiempo", y lanzando el portal activo hacia la estrella; el desbalance de masa resultante causó que la estrella se convirtiera en supernova, destruyendo así a la flota entera de naves de Apophis.
A bordo de la nave espacial terrestre Prometheus en el capítulo de la séptima temporada "Gracia", Carter se da cuenta de que sus sentimientos por O'Neill no le permiten explorar otros romances. Dos episodios después en "Quimera", Carter comienza a salir con Pete Shanahan, amigo de su hermano, sin embargo a ella le es muy difícil abrirse con él en relación con su trabajo. En el primer episodio de la octava temporada, "Nuevo Orden", Carter es capturada por un Replicador de forma humana llamado Quinto con el que ella se había encontrado en el capítulo de la sexta temporada "Selección Antinatural". Quinto finalmente la libera, no obstante crea un replicador que la copia conocida comúnmente como RepliCarter. Con la promoción de O'Neill a brigadier general en el mismo episodio, él la promueve a teniente coronel. Carter entonces asume el mando del equipo SG-1, que incluye a un des-ascendido Daniel Jackson, al Jaffa Teal'c, y a ella misma. Poco después de la muerte de su padre hacia el final de la octava temporada, Carter rompe con Pete y va de pesca con Jack O'Neill, Daniel Jackson y Teal'c para celebrar la derrota de los Señores del Sistema.
El inicio de la novena temporada revela que Carter dejó el Equipo SG-1 para trabajar en el Área 51 después del colapso de la estructura de poder de los Goa'uld. Después que el teniente coronel Cameron Mitchell asume el mando del Equipo SG-1, el general O'Neill le ordena a Carter asistir al Equipo SG-1 en una misión concerniente a los Ori. Carter es reasignada oficialmente al SG-1 en el episodio de la novena temporada "El Diós Clonado", continuando como miembro del mismo hasta el final de la décima temporada. Samantha Carter aparece en las dos películas del 2008 editadas en DVD Stargate: The Ark of Truth y Stargate: Continuum.

### Stargate Atlantis
La teniente coronel Carter hace su primera aparición en Stargate Atlantis al final de la primera temporada (transmitida simultáneamente con la octava temporada de Stargate SG-1), recibiendo una transmisión de datos proveniente de la Expedición Atlantis hacia la Tierra en el episodio Cartas desde Pegaso. El Dr. Rodney McKay tiene una alucinación de Carter ayudándole a sobrevivir en un Puddle Jumper hundido en el episodio de la segunda temporada Gracia bajo Presión. La teniente coronel Carter le ofrece trabajo a Jeannie Miller, hermana de McKay para el Comando Stargate en el episodio de la tercera temporada McKay y La Sra. Miller. En algún momento posterior al final del conflicto con los Ori en Stargate SG-1, Carter es promovida a Coronel y es transferida para supervisar las fases finales de la construcción de una base espacial. La IOA designa a Carter como la nueva Comandante de la Expedición Atlantis al inicio de la cuarta temporada de Stargate Atlantis.
Carter considera que su experiencia al mando de la Expedición Atlantis es bastante relajada en términos de protocolo militar, sin embargo la disfruta. Fiel a su experiencia en el Equipo SG-1 lleva a cabo por sí misma actos de valentía participando activamente en las misiones de los capítulos "Reunión" y "Trío", así como la protección y defensa de los subordinados bajo su comando en los episodios "Todos mis pecados serán recordados" y "Búsqueda y Rescate", este ya de la quinta temporada. Carter incluso construye una relación más amistosa con el Dr. Rodney McKay, tras poner de lado las tensiones que tuvieron en su pasado, y respeta evidentemente el mando del teniente coronel Sheppard y sus logros pasados en la galaxia Pegaso.

### Stargate Universe
Luego de anunciarlo al final de la quinta temporada de Stargate Atlantis, Samantha Carter hace su aparición en Stargate Universe al mando de la nueva nave, la George Hammond (ex Phoenix), cuando esta lleva personal de la Tierra a la base Icarus a presenciar el último intento de cerrar el noveno Chevron. La Hammond intenta pelear contra la flota de naves Goa'uld que Carter presume pertenecen a la alianza Lucian. Aunque fallan en intentar defender la base, tienen éxito en rescatar a los sobrevivientes del exterior, aunque deben abandonar a dos de sus 302 que no llegan a escapar antes de que el planeta explote. Más tarde, hace su aparición en la temporada 1 cuando es la oficial a cargo del asalto contra la alianza Lucian, para impedir que estos lleguen a la Destiny, nuevamente sin éxito.